# Championnat de Tunisie de football 1957-1958
Navigation
Saison précédente Saison suivante
La saison 1957-1958 du championnat de Tunisie de football est la 3e édition de la première division tunisienne à poule unique, la Ligue Professionnelle 1. Les quinze meilleurs clubs tunisiens jouent les uns contre les autres à deux reprises durant la saison, à domicile et à l'extérieur. En fin de saison, pour permettre le passage de la première division de quinze à quatorze clubs, les trois derniers du classement sont relégués et les deux premiers de la Ligue Professionnelle 2 sont directement promus.
Cette année, c'est le club de l'Étoile sportive du Sahel qui termine en tête du championnat, devançant de trois points l'Espérance sportive de Tunis et de deix points le tenant du titre, le Stade tunisien. Il s'agit du premier titre de champion de Tunisie de l'Étoile sportive du Sahel après l'indépendance.

## Clubs participants
- Club sportif de Hammam Lif
- Étoile sportive du Sahel
- Club africain
- Espérance sportive de Tunis
- Club athlétique bizertin
- Union sportive de la marine de Menzel Bourguiba[1]
- Stade populaire - Promu de LP2
- Stade soussien - Promu de LP2
- Stade tunisien
- Club tunisien
- Sfax railway sport
- Union sportive musulmane olympique[2]
- Patrie Football Club bizertin
- Jeunesse sportive métouienne
- Union sportive tunisienne - Promu de LP2

## Compétition

### Classement
Le barème de points servant à établir le classement se décompose ainsi :
- Victoire : 3 points
- Match nul : 2 points
- Défaite : 1 point

| Rang | Équipe                                          | Pts | J  | G  | N  | P  | Bp | Bc | Diff |
| ---- | ----------------------------------------------- | --- | -- | -- | -- | -- | -- | -- | ---- |
| 1    | Étoile sportive du Sahel                        | 70  | 28 | 17 | 8  | 3  | 66 | 28 | +38  |
| 2    | Espérance sportive de Tunis                     | 67  | 28 | 16 | 7  | 5  | 57 | 35 | +22  |
| 3    | Stade tunisien (T, C)                           | 64  | 28 | 15 | 6  | 7  | 61 | 35 | +26  |
| 4    | Union sportive tunisienne (P)                   | 64  | 28 | 14 | 8  | 6  | 63 | 40 | +23  |
| 5    | Club athlétique bizertin                        | 58  | 28 | 11 | 8  | 9  | 53 | 37 | +16  |
| 6    | Club africain                                   | 57  | 28 | 10 | 9  | 9  | 45 | 34 | +11  |
| 7    | Stade populaire (P)                             | 56  | 28 | 8  | 12 | 8  | 46 | 45 | +1   |
| 8    | Club sportif de Hammam Lif                      | 55  | 28 | 10 | 7  | 11 | 53 | 47 | +6   |
| 9    | Sfax railway sport                              | 55  | 28 | 10 | 7  | 11 | 41 | 44 | -3   |
| 10   | Stade soussien (P)                              | 55  | 28 | 10 | 7  | 11 | 31 | 41 | -10  |
| 11   | Jeunesse sportive métouienne                    | 54  | 28 | 8  | 10 | 10 | 44 | 50 | -6   |
| 12   | Club tunisien                                   | 54  | 28 | 10 | 6  | 12 | 32 | 45 | -13  |
| 13   | Union sportive de la marine de Menzel Bourguiba | 51  | 28 | 10 | 3  | 15 | 47 | 73 | -26  |
| 14   | Patrie Football Club bizertin                   | 41  | 28 | 4  | 5  | 19 | 27 | 68 | -41  |
| 15   | Union sportive musulmane olympique              | 39  | 28 | 4  | 3  | 21 | 32 | 76 | -44  |

|  | Champion de Tunisie 1957-1958                                                                |
|  | Relégation directe en deuxième division                                                      |
|  | (T) Tenant du titre (C) Vainqueur de la coupe de Tunisie (P) Club promu de deuxième division |

### Meilleurs buteurs
Le titre est remporté conjointement par Habib Mougou et Boubaker Haddad. Ce dernier réussit un exploit hors du commun en marquant neuf buts au cours d'un seul match.
- Habib Mougou (ESS) et Boubaker Haddad (CAB) : 28 buts
- Saâd Karmous (CSHL) : 22 buts
- Noureddine Diwa (ST) : 14 buts
- Abderrahmane Ben Ezzedine et Mohamed Salah Nahali (EST), Tahar Mazzouz (ESS), Hédi Braiek (ST), Georges Paraskevas (SRS), Laâroussi Dhaou (USMol) : 13 buts
- Slaheddine Ben Zekri (JSMet), Mustapha Hamdani (SP), Abdelkrim Ben Rebih alias Krimou (UST) : 12 buts

### Meilleurs joueurs
Un jury de journalistes du Petit Matin élit les meilleurs joueurs par poste :
- Gardien de but : Yves Pachis (UST)
- Arrière-droit : Taieb Jebali (ST)
- Arrière-gauche : Jalloul Lamti (ESS)
- Demi-droit : Abdelkader Bouzerar (UST)
- Demi-centre : Azaiez Jaballah (USMMB)
- Demi-gauche : Abdou Béji (ESS)
- Inter-droit : Abderrahmane Ben Ezzedine (EST)
- Inter-gauche : Ali Larbi Hannachi alias Haj Ali (EST)
- Ailier droit : Béchir Mezzaz (ESS)
- Avant-centre : Noureddine Diwa (ST)
- Ailier gauche : Khemais Ghariani (JSMet)

### Recettes de la saison
À l'occasion de son assemblée générale, la Fédération tunisienne de football publie les recettes des clubs au cours de la saison. Les plus importantes recettes en championnat sont :
- Union sportive tunisienne : 979 518 francs
- Espérance sportive de Tunis : 749 171 francs
- Club africain : 639 751 francs
- Jeunesse sportive métouienne : 484 376 francs
- Stade tunisien : 452 081 francs

## Bilan de la saison
| Championnat de Tunisie de football 1957-1958 | |
| Champion                                     | Étoile sportive du Sahel (1er titre)                                                                             |
| Coupes et trophées                           | |
| Vainqueur de la Coupe de Tunisie 1957-1958   | Stade tunisien                                                                                                   |
| Promotions et relégations                    | |
| Promus en Ligue Professionnelle 1            | Olympique du Kef Stade gabésien                                                                                  |
| Relégués en Ligue Professionnelle 2          | Union sportive de la marine de Menzel Bourguiba Patrie Football Club bizertin Union sportive musulmane olympique |

## Portrait du club champion
- Président : Ali Driss
- Directeur sportif : Mahmoud Chehata
- Entraîneur : George Berry
- Buteurs : Habib Mougou (28 buts), Tahar Mazzouz (13), Mahmoud Mezzaz (8), Mahmoud Mekki (6), Hamed Mougou et Abdelmajid Chetali (2), Béchir Jerbi, Abdou Béji, Radhi Soussi, Jelloul Lamti, Taoufik Nabli et Mohsen Jelassi (1), en plus d'un but de Noureddine Ben Frej contre son camp
- Effectif :
  - Gardiens de but : Kanoun (27 matchs), Ghachem[Qui ?] (1)
  - Défenseurs : Taoufik Nabli (26), Ridha Rouatbi (21), Jalloul Lamti (20), Bouraoui Lamti (14), Ahmed Lamine (13), Azaiez Ben Messaoud (4), Laâroussi Gnaba (2), Ali Chaouache (1)
  - Demis : Abdou Béji (21), Béchir Jerbi (24), Khemais Mougou (3), Salah Nabli (1)
  - Inters : Mahmoud Mekki (27), Abdelmajid Chetali (18), Hamed Mougou (4), Ridha Kedadi (1)
  - Attaquants : Béchir Mezzaz (23), Tahar Mazzouz (23), Habib Mougou (23), Radhi Soussi (7), Mohsen Jelassi (4)